# Charles Du Bos
Charles Du Bos (Parigi, 27 ottobre 1882 – 5 agosto 1939) è stato uno scrittore e critico letterario francese.

## Biografia

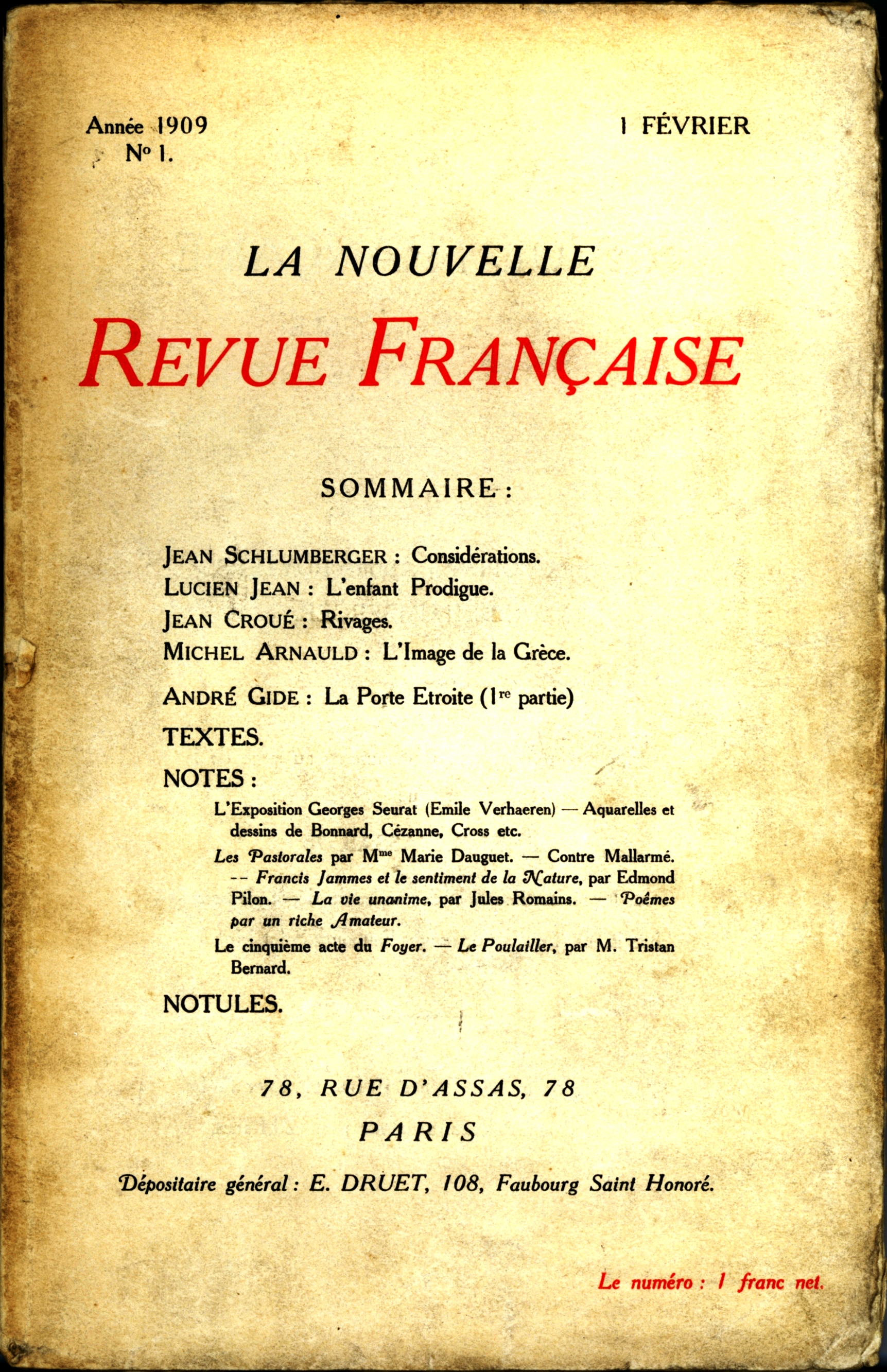
N.R.F., numero 1, febbraio 1909.

Nacque a Parigi da un padre francese e da madre inglese. Ebbe l'occasione di potersi formare culturalmente in vari centri europei, quali Oxford, Berlino e Firenze e di studiare, sin dalla giovane età, autori importanti come Thomas Carlyle, Henry James, John Ruskin, Percy Bysshe Shelley, Hugo von Hofmannsthal e Rainer Maria Rilke.
Nel 1927 si riavvicinò al cattolicesimo.
Strinse una forte amicizia con Mario Praz e André Gide, con i quali ebbe intensi scambi culturali.
Morì a La Celle-Saint-Cloud, nel 1939.
Malgrado sofferente di una fastidiosa malattia cronica, la sua attività in giro per il mondo fu molto intensa. Soprattutto negli anni venti e trenta, Du Bos realizzò importanti traduzioni, direzioni di collezioni, prefazioni, fu autore di note per la N.F.R. e per numerose riviste letterarie, autore di corsi privati su vari pensatori e intellettuali, quali Goethe e Nietzsche, animatore della Décades de Pontigny, collaboratore di Jacques Schiffrin per le edizioni della Bibliothèque de la Pléiade.
Tutte le sue ultime opere furono improntate a una profonda partecipazione interiore al cattolicesimo. 
Le sue opere critiche iniziarono nel 1921 e compresero tutte le serie di Approximations e i volumi del Journal.  Il senso della critica di Du Bos è fondamentalmente quello della unità e della totalità. Egli tese a non rivolgersi esclusivamente alla ricerca razionale, alla sola intelligenza, al sensibilismo o alla curiosità, bensì a coinvolgere l'uomo nella sua interezza, mettendo insieme in gioco i valori morali ed estetici in una sensibilità comprensiva di tutto l'intelletto, senza escludere il suo turbamento oscuro. Quindi oppose il suo modo di conoscere, includente anche gli interrogativi e le incognite, a una comprensione solamente razionale, alla ragion pura di Paul Valéry aggiunse il fattore vitale di Ramon Fernandez e al riduttivismo contrappose la molteplicità delle impressioni e delle approssimazioni. La via della ricerca della verità passa per la spiritualità, per una verità insieme assoluta e individuale, individuata e oggettiva.
Come critico Du Bos ha spesso fatto centro con le sue focalizzazioni nel processo creativo dell'artista analizzato, proponendo una sintesi tra i piani psicologici, quelli etici e quelli religiosi, penetrando con tutta la sua soggettività nell'oggetto indagato, alimentando con alcuni suoi modelli e definizione di critica, dal linguaggio come incarnazione, alla letteratura come vita, alcuni dei filoni della critica più recente.
Tra i suoi numerosissimi saggi, se ne annoverano su:
- Henri-Frédéric Amiel, Baudelaire, Henri Bergson, Georges Bernanos, Paul Claudel, Benjamin Constant, Georges Duhamel, André Gide, Pierre Loti, François Mauriac, Prosper Mérimée, Anna de Noailles, Blaise Pascal, Marcel Proust, Jules Renard, Jacques Rivière, Paul-Jean Toulet, Paul Valéry... riguardo alla lingua francese;
- Robert Browning, Lord Byron, Thomas Hardy, Henry James, Walter Pater, William Shakespeare, Percy Bysshe Shelley, Lytton Strachey, Elizabeth Barrett Browning... per la lingua inglese;
- Stefan George, Johann Wolfgang von Goethe, Hugo von Hofmannsthal, Friedrich Nietzsche, Novalis, Rainer Maria Rilke... per la lingua tedesca;
- Michail Jur'evič Lermontov, Anton Čechov, Lev Tolstoj... per la lingua russa;
- Ernest Chausson, Claude Debussy... per la musica.

## Opere
- Approximations ed.I, ed. II (1927), ed. III (1929), ed. IV (1930), ed. V (1932), ed. VI (1934), ed.VII (1937) - nuova edizione 2000, 1525 pages, ISBN 2-84545-008-7
- Extraits d'un Journal, 1908-1928
- Journal, Tome I, 1921-1923, ed.Corréa, 1946, nuova edizione Buchet-Castel, 2002, ISBN 2-283-01896-X
- Journal, Tome II, 1924-1925, ed. Corréa, 1948, nuova ed. Buchet-Castel, 2003, ISBN 2-283-02001-8
- Journal, Tome III, 1926-1927, ed. Corréa, 1949, nuova ed. Buchet-Castel, 2005, ISBN 2-283-02076-X
- Journal, Tome IV, 1928, ed. Corréa, 1950
- Journal, Tome V, 1929, ed. Corréa, 1954
- Journal, Tome VI, 1930, ed.Du Vieux Colombier, 1955
- Journal, Tome VII, 1931 ed. Du Vieux Colombier, 1955
- Journal, Tome VIII, 1933, ed. Du Vieux Colombier, 1959
- Journal, Tome IX, 1934, ed. Du Vieux Colombier, 1961
- Réflexions sur Mérimée, Albert Messein, 1920
- Le dialogue avec André Gide, ed. Au sans pareil, 1929
- François Mauriac et le problème du romancier catholique, ed. Corréa, 1933
- Grandeur et misère de Benjamin Constant, ed. Corréa, 1946
- La Comtesse de Noailles et le climat du génie, ed. La Table Ronde, 1949, ISBN 2-7103-1173-9